# Антон Рафаел Менгс
Антон Рафаел Менгс (Усти над Лабом, 12. март 1728 — Рим, 29. јун 1779) је био немачки сликар класицизма. Мисаоно је полазио од дела Јохана Винкелмана (мисли о имитирању дела грчке уметности у сликарству и вајарству) и мисли космополитске културе.

## Живот и дело
Родио се у Усти над Лабом и касније је боравио у Дрездену и предузимао срудијска путовања у Рим. Прославио се као значајни портретиста. Постао је управник Шпанске краљевске академије, и сам је себе сматрао за пророка нове уметности и сматрао је да је његова улога да „уметности у коми и пропалој уметности“ да нови живот. За врхунац пропасти уметности је сматрао дело барокног уметника Венеције Ђованија Батиста Тијепола (5. марта 1696, Венеција – 27. марта 1770, Мадрид). Веровао је у напредак друштва кроз уметност.
Мађу његова најбоље дела спада Парнас, вила Албани у Риму 1761. године.